# Saison 2017-2018 du SCO d'Angers
Maillots
Chronologie
Saison précédente Saison suivante
La saison 2017-2018 du Angers SCO est la vingt-sixième saison du club mainoligérien en première division du championnat de France, la troisième consécutive du club au sommet de la hiérarchie du football français.
Le club évolue en Ligue 1, en Coupe de France et en Coupe de la Ligue.

## Préparation d'avant-saison
La saison 2016-2017 du SCO d'Angers débute officiellement le lundi 26 juin 2017 avec la reprise de l'entraînement à la Baumette.

## Championnat
La Ligue 1 2017-2018 est la quatre-vingtième édition du championnat de France de football et la seizième sous l'appellation « Ligue 1 ». La division oppose vingt clubs en une série de trente-huit rencontres. Les meilleurs de ce championnat se qualifient pour les coupes d'Europe que sont la Ligue des Champions (le podium) et la Ligue Europa (le quatrième et les vainqueurs des coupes nationales). Le SCO participe à cette compétition pour la vingt-sixième fois de son histoire et la troisième fois de suite depuis la saison 2015-2016.

### Classement
| Rang | Équipe                 | Pts | J  | G  | N  | P  | Bp | Bc | Diff |
| ---- | ---------------------- | --- | -- | -- | -- | -- | -- | -- | ---- |
| 11   | Dijon FCO              | 48  | 38 | 13 | 9  | 16 | 55 | 73 | −18  |
| 12   | EA Guingamp            | 47  | 38 | 12 | 11 | 15 | 48 | 59 | −11  |
| 13   | Amiens SC P            | 45  | 38 | 12 | 9  | 17 | 37 | 42 | −5   |
| 14   | Angers SCO             | 41  | 38 | 9  | 14 | 15 | 42 | 52 | −10  |
| 15   | RC Strasbourg Alsace P | 38  | 38 | 9  | 11 | 18 | 44 | 67 | −23  |
| 16   | SM Caen                | 38  | 38 | 10 | 8  | 20 | 27 | 52 | −25  |
| 17   | LOSC Lille             | 38  | 38 | 10 | 8  | 20 | 41 | 67 | −26  |

## Joueurs

### Effectif professionnel actuel
Ce tableau liste l'effectif professionnel du SCO d'Angers pour la saison 2017-2018.

### Statistiques individuelles

#### Buteurs
| Joueur                | Total | Ligue 1 | Coupe de France | Coupe de la Ligue |
| --------------------- | ----- | ------- | --------------- | ----------------- |
| Karl Toko-Ekambi      | 16    | 16      | 0               | 0                 |
| Angelo Fulgini        | 3     | 2       | 0               | 1                 |
| Thomas Mangani        | 2     | 2       | 0               | 0                 |
| Pierrick Capelle      | 2     | 2       | 0               | 0                 |
| Romain Thomas         | 2     | 2       | 0               | 0                 |
| Baptiste Guillaume    | 2     | 1       | 0               | 1                 |
| Mateo Pavlović        | 2     | 1       | 0               | 1                 |
| Lassana Coulibaly     | 1     | 1       | 0               | 0                 |
| Enzo Crivelli         | 1     | 1       | 0               | 0                 |
| Ismaël Traoré         | 1     | 1       | 0               | 0                 |
| Gilles Sunu           | 1     | 1       | 0               | 0                 |
| Yoann Andreu          | 1     | 1       | 0               | 0                 |
| Rafael da Silva (csc) | 1     | 1       | 0               | 0                 |
| Total                 | 33    | 29      | 0               | 4                 |

#### Passeurs
| Joueur             | Total | Ligue 1 | Coupe de France | Coupe de la Ligue |
| ------------------ | ----- | ------- | --------------- | ----------------- |
| Angelo Fulgini     | 4     | 4       | 0               | 0                 |
| Thomas Mangani     | 4     | 4       | 0               | 0                 |
| Karl Toko-Ekambi   | 3     | 3       | 0               | 0                 |
| Baptiste Guillaume | 2     | 2       | 0               | 0                 |
| Enzo Crivelli      | 1     | 1       | 0               | 0                 |
| Yoann Andreu       | 1     | 1       | 0               | 0                 |
| Total              | 15    | 15      | 0               | 0                 |

#### Cartons jaunes
| Joueur              | Total | Ligue 1 | Coupe de France | Coupe de la Ligue |
| ------------------- | ----- | ------- | --------------- | ----------------- |
| Mateo Pavlović      | 9     | 8       | 0               | 1                 |
| Enzo Crivelli       | 6     | 6       | 0               | 0                 |
| Thomas Mangani      | 6     | 5       | 0               | 1                 |
| Flavien Tait        | 4     | 4       | 0               | 0                 |
| Yoann Andreu        | 4     | 4       | 0               | 0                 |
| Baptiste Santamaria | 4     | 4       | 0               | 0                 |
| Angelo Fulgini      | 4     | 4       | 0               | 0                 |
| Karl Toko-Ekambi    | 4     | 3       | 1               | 0                 |
| Mehdi Tahrat        | 4     | 3       | 0               | 1                 |
| Romain Thomas       | 3     | 3       | 0               | 0                 |
| Gilles Sunu         | 2     | 2       | 0               | 0                 |
| Pierrick Capelle    | 2     | 2       | 0               | 0                 |
| Lassana Coulibaly   | 2     | 1       | 0               | 1                 |
| Baptiste Guillaume  | 1     | 1       | 0               | 0                 |
| Ismaël Traoré       | 1     | 1       | 0               | 0                 |
| Abdoulaye Bamba     | 1     | 1       | 0               | 0                 |
| Prince Oniangué     | 1     | 1       | 0               | 0                 |
| Thomas Touré        | 1     | 0       | 0               | 1                 |
| Total               | 59    | 53      | 1               | 5                 |

#### Cartons rouges
| Joueur          | Total | Ligue 1 | Coupe de France | Coupe de la Ligue |
| --------------- | ----- | ------- | --------------- | ----------------- |
| Enzo Crivelli   | 1     | 1       | 0               | 0                 |
| Flavien Tait    | 1     | 1       | 0               | 0                 |
| Prince Oniangué | 1     | 1       | 0               | 0                 |
| Total           | 3     | 3       | 0               | 0                 |